# Repni rotor
Repni rotor je manjši rotor na repu helikopterjev. Uporablja se za izenačitev momenta glavnega rotorja in pri usmerjanju helikopterja okrog vertikalne osi. Repni rotor je bolj preproste izdelave kot glavni, ker potrebuje samo spremembo kolektiva. Kontrolira ga pilot s pomočjo nožnih pedal. 
Repni rotor poganja glavni motor preko transimisije. Vrti se dosti hitreje kot glavni rotor, po navadi uporablja okrog 10% moči motorja.
Na helikopterjih, ki imajo dva nasprotirotijaoča glavna rotorja ni potreben repni rotor.